# Martin Odersky
Martin Odersky (5 de setembro de 1958) é um cientista da computação alemão e professor de métodos de programação na Escola Politécnica Federal de Lausana. É especializado em análise de código e linguagens de programação.
Em 1989 Odersky recebeu seu Phd do ETH Zurich.
Ele desenhou a linguagem de programação Scala e Generic Java, e fez a versão atual do javac, o compilador de Java.
Em 2007 ele foi introduzido como Membro da Association for Computing Machinery.